# فینمارک

موقعیت فینمارک در نروژ

 (نروژی: Finnmark، سامی شمالی: Finnmárku، فنلاندی: Ruija) یکی از استان‌های نروژ است که در بخش شمالی و شرقی نروژ قرار دارد. از طریق زمین با ترومز از غرب و با فنلاند از جنوب و با روسیه (استان مورمانسک) مرز دارد، و از دریا به دریاهای دریای نروژ (اقیانوس اطلس) و دریای بارنتز (اقیانوس منجمد شمالی) محدود است.